# Cappella di Sigismondo
La cappella di Sigismondo (in polacco kaplica Zygmuntowska) è una cappella reale che si trova a Cracovia nella Cattedrale del Wawel, considerata un capolavoro dell'architettura polacca.
Costruita come cappella funeraria per gli ultimi membri della dinastia Jagellonica, è considerata da molti storici dell'arte come l'esempio più bello del Rinascimento toscano a nord delle Alpi. Finanziato dal re Sigismondo I, fu costruita nel 1519-33 dall'architetto italiano Bartolomeo Berrecci.
Una cappella a base quadrata con una cupola dorata ospita le tombe del suo fondatore, il re Sigismondo, e del re Sigismondo II Augusto e Anna Jagellona.
Le sculture, gli stucchi e i dipinti interni sono stati progettati da alcuni dei più famosi artisti dell'epoca, tra cui lo stesso architetto Berrecci, Georg Pencz, Santi Gucci ed Hermann Vischer.